# Spolna identiteta
Spolna identiteta je osebno doživljanje lastnega spola. Spolna identiteta lahko sovpada z biološkim spolom, pripisanim ob rojstvu, ali pa se od njega razlikuje. Vse družbe imajo spolne kategorije, ki lahko služijo kot osnova za oblikovanje posameznikove socialne identitete v odnosu do drugih članov družbe. V večini družb obstaja osnovna razlika med spolnimi lastnostmi, dodeljenimi moškim in ženskam, t. i. binarnost spola, po kateri se večina ljudi ravna in ki uveljavlja konformnost z ideali moškosti in ženskosti v vseh vidikih biološkega in družbenega spola: biološki spol, spolna identiteta in izražanje spola. V vseh družbah se določeni posamezniki ne identificirajo z nekaterimi ali vsemi vidiki spola, ki so dodeljeni njihovemu biološkemu spolu. Nekateri od teh posameznikov so transsspolne ali nebinarne (kvirspolne, genderqueer) osebe. Nekatere družbe poznajo kategorijo tretjega spola. Spolne identitete ne nujno sovpadajo z biološko resničnostjo človeka, ki se z njo identificira. 
Osnovna spolna identiteta se običajno oblikuje pri starosti treh let. Po tej starosti jo je zelo težko spremeniti in poskusi predodelitve lahko povzročijo spolno disforijo. Na oblikovanje spolne identitete vplivajo tako biološki kot socialni dejavniki.